# 无颏美洲鱥
无颏美洲鱥（學名：Notropis anogenus），為輻鰭魚綱鯉形目雅羅魚科的其中一種，分布於北美洲加拿大安大略省五大湖區至美國明尼蘇達州、威斯康辛州和密西根州的密西西比河流域，本魚體細長呈長橢圓形且側扁，身體側面有一條橫向深色條紋，從尾鰭尖端延伸到眼睛，一直延伸到鼻尖，有一個小而末端向上傾斜的嘴，背部橄欖色，腹部呈黃色，體長可達5.8公分，棲息在水質清澈、植物生長茂密、沙泥底質的溪流及水潭，因對水質、環境變化非常敏感，无颏美洲鱥可做為認定健康生態系統的一個指標，屬雜食性，以絲狀藻類和水蚤、魚卵、昆蟲、蠕蟲和任何其他2公釐以下的生物為食。繁殖期在五至7月，雌魚會在水淺、植被掩護的溪流淺灘產卵。

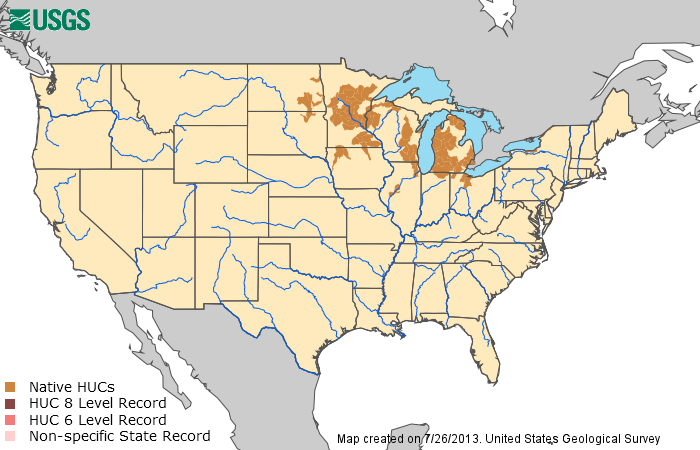
无颏美洲鱥分布圖